# Liste von Persönlichkeiten der Stadt Rhede
Die Liste der Persönlichkeiten der Stadt Rhede zeigt die in der Stadt geborenen Personen sowie anderweitig mit Rhede verbundenen Personen.

## In Rhede geboren
- August van der Meulen (1801–1884), Schulleiter, Zisterzienserabt, Konzilsvater
- Franz August Schmölders (1809–1880), Orientalist
- Hermann Renzel (1846–1922), Abt von Merkelbeek
- Heinrich Finke (1855–1938), Kirchenhistoriker und Mediävist
- Hermann Schüling (1867–nach 1932), Politiker (Zentrum)
- Heinrich Picker (1883–nach 1950), Gewerkschafter
- Hermann Schüling (1897–1977), Landrat von Westerburg und Ahrweiler, Regierungspräsident von Montabaur
- Theodor Teriete (1907–1971), Gewerkschafter und Politiker
- Gudulana Hebing (1912–1944), Steyler Missionsschwester und Märtyrin
- Bernhard Heinrich Witte (1926–2015), Bischof von Concepción in Argentinien
- Hermann Olbing (1930–2003), Kinderarzt und Wissenschaftler
- Heinrich Bußhoff (* 1936), Politologe (Lehrstuhl Politikwissenschaft Universität Würzburg)
- Wilhelm Rademacher (* 1939), Erfinder und Visionär
- Heinzgerd Brakmann (* 1944), Theologe
- Arnold Busshoff (* 1944), Opern- und Konzertsänger
- Beate Rademacher (* 1953), Sängerin
- Herbert Schalthoff (* 1953), Journalist und Fernsehmoderator
- Manfred Hüning (* 1953), Hammerwerfer
- Michael Roes (* 1960), Schriftsteller
- Thomas Giessing (* 1961), Leichtathlet und Olympiateilnehmer
- Ulrike Tillmann (* 1962), Mathematikerin
- Hermann-Josef Tebroke (* 1964), Politiker, ehemaliger Landrat des Rheinisch-Bergischen-Kreises, jetzt Bundestagsabgeordneter
- Andreas Korb (* 1964), Generalmajor
- Dieter Bischop (* 1966), Archäologe
- Detlef Hellenkamp (* 1967), Wirtschaftswissenschaftler
- Clarissa von Spee (* 1967), Kunsthistorikerin
- Dirk Dzimirsky (* 1969), Künstler
- Dominik Meiering (* 1970), Generalvikar des Erzbistums Köln (2015–2018)
- Mark Schierenberg (* 1972), Fußballspieler
- Hendrik Wüst (* 1975), Politiker, Ministerpräsident des Landes Nordrhein-Westfalen
- Sven Volmering (* 1976), Politiker
- Dirk Elsemann (* 1977), Kirchenmusiker und Hochschullehrer
- Andreas Moisa (* 1977), Musiker, Filmkomponist und Sounddesigner

## Mit Rhede verbunden
- Werner Barkholt (1902–1942), Jesuit, Kaplan in Rhede, Gegner des Nationalsozialismus
- Hermann Kunkler (1927–2020), Bildhauer und Goldschmied, lebte und arbeitete ab 1990 in Rhede
- Oliver Stein (* 1980), Westernreiter (Reining FN)
- Simon Terodde (* 1988), Fußballspieler
- Lisa Hoffmann (* 1989), Künstlerin
- Lucas Bürger (* 1997), Webvideoproduzent, Unternehmer